# Parque nacional Garamba
El Parque Nacional Garamba es uno de los parques nacionales más destacados de África. Ubicado en el noreste de la República Democrática del Congo, está considerado Patrimonio de la Humanidad por la Unesco e incluido en 1996, en la Lista del Patrimonio de la Humanidad en peligro. Es uno de los espacios protegidos más antiguos de África, creado como parque nacional en 1938, para preservar y garantizar su biodiversidad. 
Dirigido por el biólogo español Luis Arranz de 2007 a 2015 y con una extensión de 4920 km², en su interior habitan grandes manadas de elefantes y cientos de especies animales, algunas de ellas poco comunes, como la jirafa del congo (Giraffa camelopardis congolensis), y otras en peligro de extinción, como el rinoceronte blanco del norte (Ceratotherium simum cottoni). Desde el año 2008, las guerrillas constituyen una amenaza a la paz y al desarrollo del parque, en 2009 los rebeldes ugandeses atacaron la estación de Nagero asesinando a 14 personas y secuestrando a varios niños. Desde entonces es una incógnita el estado del conjunto de especies que habitan el parque, en 2010 fueron marcados varios elefantes para tratar de averiguar su comportamiento y obtener información que pueda ayudar en la lucha contra la caza furtiva a la que se enfrenta la especie. Peor situación presentan las subespecies de rinoceronte y jirafa antes mencionados, siendo probable que hayan sucumbido a la caza furtiva y al conflicto bélico sufrido en los últimos años.
Cabe destacar que ha sido hasta hace pocos años el único parque africano en el que se podía hacer un safari montado en un elefante, ya los colonos belgas los usaban para el transporte y la agricultura, siendo posteriormente empleados con fines turísticos. En la actualidad se trabaja con algunos ejemplares para recuperar esta actividad tan característica del parque tras la muerte en 2010 del último ejemplar amaestrado que quedaba.